# Grup 13 de la taula periòdica
El grup 13 de la taula periòdica o grup del bor està format pels sis elements químics que tenen configuració electrònica ns² np¹, que són: bor (B), alumini (Al), gal·li (Ga), indi (In), tal·li (Tl) i nihoni (Nh), situats en els períodes de la taula periòdica del 2 al 7, respectivament.
| Grup    | 13     |
| Període |        |
| 2       | 5 B    |
| 3       | 13 Al  |
| 4       | 31 Ga  |
| 5       | 49 In  |
| 6       | 81 Tl  |
| 7       | 113 Nh |

El bor es classifica habitualment com a metal·loide mentre que la resta, amb el possible dubte del nihoni, es consideren metalls de post-transició. El bor es molt escàs, només representa el 0,001 % de la composició de l'escorça terrestre. L'alumini, en canvi, és molt abundant a la Terra, essent, amb el 8,13 %, el tercer element més abundant de l'escorça terrestre, i el primer entre els metalls. El gal·li es troba a l'escorça terrestre amb una proporció del 0,001 69 % però no es estat lliure, i en forma de mineral només es troba la gal·lita, molt rar i econòmicament insignificant. L'escorça terrestre contindria un 0,000 005 % del seu pes d'indi, mentre que el tal·li en representaria un 0,000 1 %. No es coneix cap ocurrència natural del nihoni, només se'l coneix com a element sintètic. Aquests elements solen actuar amb estat d'oxidació +3, tot i que també els podem trobar amb altres estats d'oxidació menys freqüents.

## Història

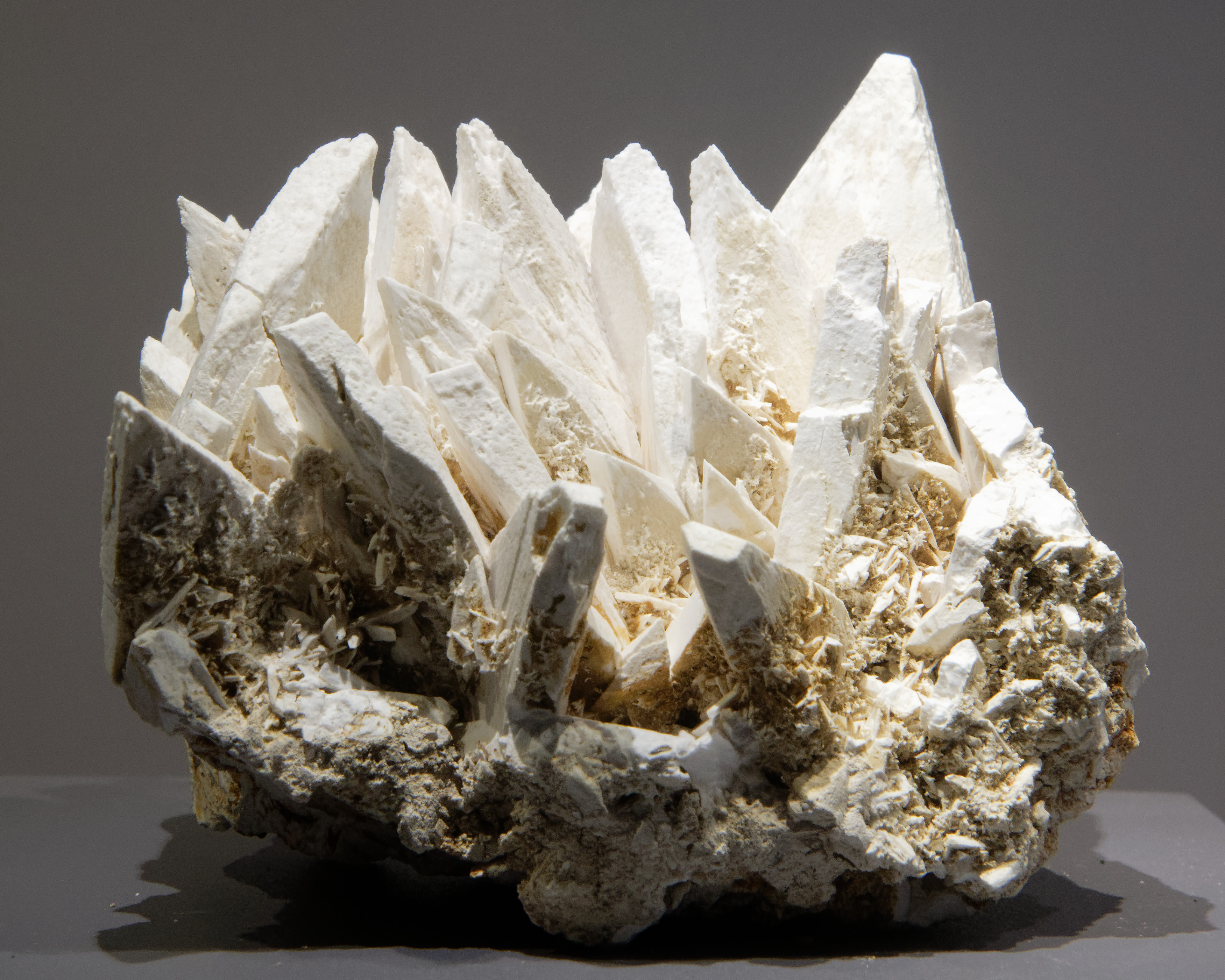
Cristalls blanc de bòrax

L'ús d’un compost de bor conegut com a bòrax (tetraborat de sodi, {\displaystyle {\ce {Na2B4O7.10H2O}}}) es pot remuntar als antics egipcis, que l’utilitzaven com a flux metal·lúrgic (una substància que ajuda a unir la calor o soldar metalls), en medicina, i en la momificació. Durant el segle xiii, Marco Polo donà a conèixer el bòrax a Europa, però no fou fins a mitjans del segle xix, quan es descobriren grans dipòsits de borats al desert de Mojave, Califòrnia, que el bòrax esdevingué relativament comú. El 1808, Humphry Davy, Joseph-Louis Gay-Lussac i Louis Jacques Thénard obtingueren bor amb una puresa del 50 % aproximadament, encara que cap d'ells reconegué la substància com un nou element, cosa que faria el suec Jöns Jacob Berzelius en 1824. El bor pur fou produït per primera vegada pel químic nord-americà W. Weintraub, el 1909.

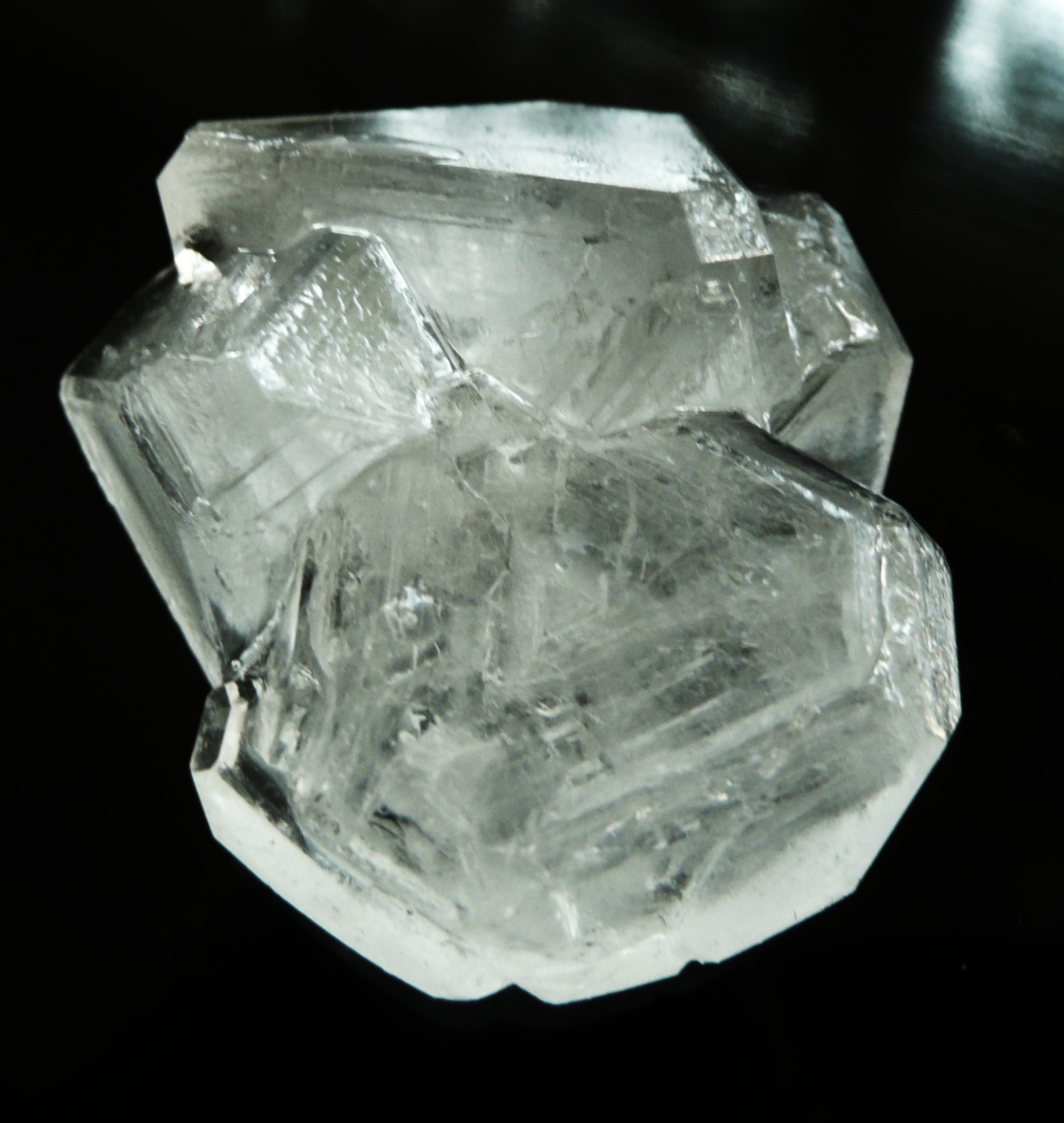
Cristalls d'alum, KAl(SO4)2

Els antics egipcis, grecs i romans utilitzaven un compost d'alumini conegut com alum (el compost sulfat d'alumini i potassi) per tenyir com a mordent, és a dir, una substància que fixa les molècules de colorant a la tela. El lapislàtzuli, un rar mineral blau fosc (el compost de silicat de sodi i alumini que conté sofre), ha estat àmpliament utilitzat com a pedra semipreciosa al llarg de la història. L'alumini s'aïllà per primera vegada a principis del segle xix, però no fou fins que es desenvolupà el procés electrolític modern basat en l'ús de mineral de bauxita que la producció comercial d'alumini fou econòmicament factible. Generalment es reconeix a Friedrich Wöhler l'aïllament de l'alumini el 1827. Així i tot, el metall va ser obtingut, impur, dos anys abans pel físic i químic danès Hans Christian Ørsted. El 1807, Humphry Davy va detectar un metall a la base de l'alum i va proposar el nom alumini per a aquell metall encara no descobert.
Altres tres elements del grup de bor (gal·li, indi i tal·li) es detectaren per primera vegada de manera espectroscòpica (és a dir, mitjançant l’anàlisi de la llum emesa per les substàncies que contenen l'element o que la travessa), a finals del segle xix. El químic rus, Dmitri Ivànovitx Mendeléiv, predigué l'existència i les propietats del gal·li sobre la base de la taula periòdica dels elements que havia desenvolupat; el descobriment definitiu del gal·li i la precisió de la seva descripció de les propietats de l'element llavors desconegut convenceren els científics de la solidesa teòrica de la taula. El gal·li és un dels dos metalls (l’altre és el cesi) els punts de fusió dels quals són prou baixos perquè es converteixin en líquids quan es mantenen a la mà. El gal·li fou descobert per mitjà d'espectroscòpia atòmica pel químic francès Paul-Émile Lecoq de Boisbaudran (1838-1912) el 1875 pel seu característic espectre (dues línies ultraviolades) a l'examinar una blenda de zinc procedent de la mina Pierrefitte, ubicada a la vall d'Argilèrs al departament dels Alts Pirineus. L'indi fou identificat pels químics alemanys Ferdinand Reich (1799-1882) i Hieronymus Theodor Richter (1824-1898), el 1863, quan estaven buscant tal·li, que s'havia descobert feia poc, en unes mostres del mineral esfalerita (sulfur de zinc) per mitjà d'un espectrògraf. Detectaren en l'espectre atòmic d'aquestes mostres una nova línia a una longitud d'ona de 451 nm de color indi –color entre el cel i el violat, conegut també com a anyil– que no es corresponia a cap dels elements coneguts, per la qual cosa havia de correspondre a un nou element que anomenaren indi. Fou aïllat per primera vegada pel mateix Ritcher el 1867. El tal·li (en grec θαλλός, thal·lós, que vol dir 'branca verda') va ser descobert per Sir William Crookes el 1861 a Anglaterra, mentre feia determinacions espectroscòpiques pel tel·luri sobre residus d'una planta d'àcid sulfúric. El nom ve de la llum verda del seu espectre d'emissió. El 1862 Crookes i Claude Auguste Lamy aïllaren el metall.
Els investigadors del Centre RIKEN Nishina —Center for Accelerator-based Science, (RNC)— aconseguiren generar una cadena de sis desintegracions alfa consecutives, produïdes en els experiments realitzats a la fàbrica de radioisòtops RIKEN —Radioisotope Beam Factory (RIBF)—, identificat de manera concloent el nihoni a través de les desintegracions a núclids fills ben coneguts. El resultat fou publicat en la revista Journal of Physical Society del Japó.

## Propietats químiques

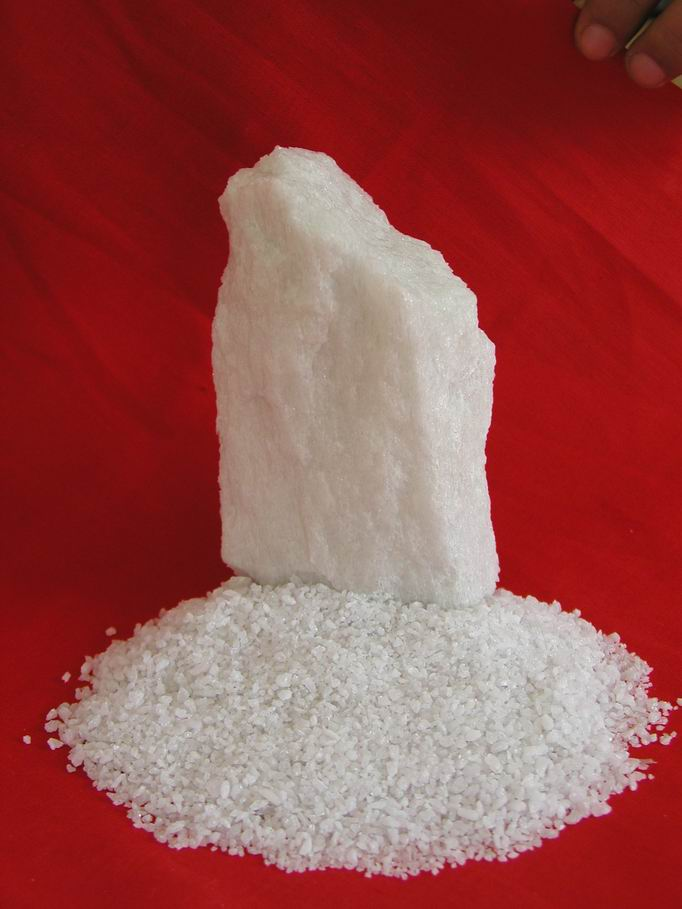
Òxid d'alumini Al2O3

Tots els elements del grup del bor tenen tres electrons a la seva capa de valència (configuració ns² np¹), i per a cada element es produeix un fort salt en la quantitat d'energia necessària per eliminar un quart electró, que reflecteix el fet que aquest electró ha de ser eliminat d’una capa interior, la n-1. En conseqüència, els elements del grup tenen uns nombres d’oxidació màxims de tres, corresponents a la pèrdua dels tres primers electrons, i formen ions amb tres càrregues positives.
La forma aparentment erràtica en què les energies d’ionització varien entre els elements del grup es deu a la presència dels orbitals interiors plens al gal·li, a l’indi i al tal·li, i a l’orbital f del tal·li, que no protegeix els electrons més externs del tirada de la càrrega nuclear amb la mateixa eficàcia que els electrons s i p interns. Als grups dels alcalins i alcalinoterris (grups 1 i 2), a diferència del grup del bor, els electrons de la capa externa (sempre anomenada n) estan protegits en tots els casos per un conjunt intern constant d’electrons, en el (n-1)s² (n-1)p⁶, i les energies d’ionització d’aquests elements del grup 1 i del 2 disminueixen regularment en el grup. Les energies d’ionització del gal·li, l’indi i el tal·li són, per tant, superiors a les esperades dels seus homòlegs del grup 2 perquè els seus electrons externs, mal protegits pels electrons d i f interns, estan més fortament units al nucli. Aquest efecte de protecció també fa que els àtoms de gal·li, indi i tal·li siguin més petits que els àtoms dels seus veïns del grup 1 i 2, fent que els electrons externs s'acostin cap al nucli.
La gran quantitat d'energia necessària per eliminar completament tres electrons d'un àtom de bor fa impossible la formació de sals que contenen el catió {\displaystyle {\ce {B^3+}}}; fins i tot l'aigua d'hidratació associada a aquests ions estaria massa deformada per ser estable. Es necessita molta menys energia per promoure electrons dels orbitals 2s a orbitals 2p en àtoms de bor, amb el resultat que els compostos del bor sempre són covalents. Els orbitals del bor s'hibriden amb la configuració sp² o sp³. L'estat {\displaystyle {\ce {M^3+}}} del gal·li, l’indi i el tal·li és energèticament menys favorable que {\displaystyle {\ce {Al^3+}}} perquè les energies d’ionització elevades d’aquests tres elements no sempre poden estar equilibrades per les energies cristallines dels possibles productes de reacció. Per exemple, dels compostos simples i anhidres del tal·li en estat d’oxidació +3, només el trifluorur de tal·li, {\displaystyle {\ce {TlF3}}}, és un compost iònic. Per tant, per al conjunt del grup, l'estat iònic {\displaystyle {\ce {M^3+}}} és l'excepció més que la regla. Més comunament, els elements del grup formen enllaços covalents i aconsegueixen un estat d’oxidació +3 mitjançant la promoció d’un electró de l’orbital ns a l'orbital np, el desplaçament permet la formació d’orbitals híbrids sp². Cada cop més cap avall del grup hi ha una tendència a la formació de cations {\displaystyle {\ce {M+}}}, i en el tal·li l'estat d’oxidació +1 és el més estable. La basicitat (una propietat dels metalls) dels elements també augmenta en baixar pel grup, tal com mostren els òxids que formen: el triòxid de dibor {\displaystyle {\ce {B2O3}}} és àcid; els tres òxids següents, d’alumini, gal i indi ({\displaystyle {\ce {Al2O3}}}, {\displaystyle {\ce {Ga2O3}}} i {\displaystyle {\ce {In2O3}}}) són amfòters; i l’òxid de tal·li(III) {\displaystyle {\ce {Tl2O3}}} és totalment bàsic.
Tot i que els cations {\displaystyle {\ce {M^3+}}} simples són poc freqüents en els compostos anhidres dels elements del grup bor, els ions hidratats (combinats amb aigua) d’alumini, gal, indi i tal·li són ben coneguts en la solució aquosa. Els estudis de ressonància magnètica nuclear revelen que sis molècules d’aigua estan fortament subjectes per aquests ions positius en solució, i les seves sals sovint es poden cristal·litzar a partir d’una solució combinada amb sis molècules d’aigua. L'elevada càrrega del catió central d’aquests hidrats indueix la ionització de protons, o nuclis d’hidrogen, sobre les molècules d’aigua coordinades i, per tant, condueix a la formació de sals bàsiques. Aquesta reacció d'hidròlisi es representa en les següents equacions d'equilibri químic:
{\displaystyle {\ce {M(H2O)_{n}^3+ <=> (HO)M(H2O)_{n-1}^2+ + H_{(aq)}+ <=> (HO)2M(H2O)_{n-2}^+ + 2 H_{(aq)}+ <=> M(OH)3 + + 3H_{(aq)}+}}}

en què, {\displaystyle {\ce {M}}} representa un ió d’un dels elements del grup bor, {\displaystyle {\ce {n}}} és el nombre de molècules d’aigua que s'hi uneixen, {\displaystyle {\ce {(HO)M}}} representa un grup hidròxid unit a l’ió metàl·lic i {\displaystyle {\ce {H_{(aq)}+}}} és un ió hidrogen hidratat. Quan s'afegeix àcid a aquestes solucions aquoses, deprimeix els processos hidrolítics invertint les reaccions anteriors. No obstant això, a concentracions elevades d’àcids es formen anions complexos (ions negatius), especialment amb els halogenurs d’hidrogen aquosos. La següent equació il·lustra això:

Dímer Al2Cl6

{\displaystyle {\ce {Ga_{(aq)}^3+ + 4HX -> GaX4- + 4H+}}}
{\displaystyle {\ce {X}}} és clor, brom o iode. Els ions complexos intermedis, {\displaystyle {\ce {MX^2+}}} i {\displaystyle {\ce {MX2+}}}, es poden detectar en diversos casos.

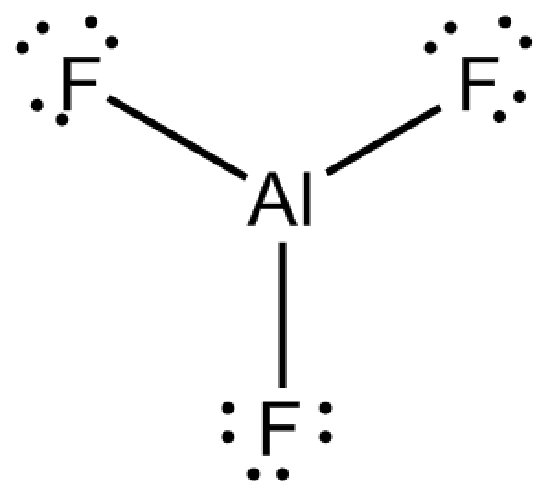
Estructura del fluorur d'alumini, un trihalur monomèric

La conductivitat elèctrica del clorur d’alumini sòlid {\displaystyle {\ce {AlCl3}}}, format per cations {\displaystyle {\ce {Al^3+}}} i anions {\displaystyle {\ce {Cl-}}}, augmenta ràpidament a mesura que la temperatura s'eleva cap al punt de fusió, en què la conductivitat cau sobtadament a zero. Aquest fenomen es produeix perquè els cations alumini(3+) i els anions clorur formen una xarxa iònica que condueix parcialment l'electricitat, però en fondre's, el compost canvia a covalent, que no conductor. L'explicació és que la distribució de l'energia en estat líquid és insuficient per compensar l'energia d’ionització necessària per separar els ions {\displaystyle {\ce {Al^3+}}} i {\displaystyle {\ce {Cl-}}}, i aquests adquireixen enllaços covalents. El líquid consta de molècules dobles o dimèriques amb la fórmula {\displaystyle {\ce {Al2Cl6}}}. El delicat equilibri energètic entre l'enllaç iònic i l'enllaç covalent de l’alumini en estat d’oxidació +3 també fa que el fluorur d’alumini sòlid {\displaystyle {\ce {AlF3}}}, és iònic com el clorur, però el bromur d’alumini {\displaystyle {\ce {AlBr3}}} forma cristalls moleculars que contenen dímers, amb la fórmula {\displaystyle {\ce {Al2Br6}}}. En contrast amb els dímers, els trihalurs simples o monomèrics dels elements del grup del bor tenen estructures planes trigonals.
Els trihalurs del bor tenen aquesta configuració en totes les fases, mentre que els trihalurs d’alumini, gal·li, indi i tal·li es converteixen en monomèrics només en escalfar-se en fase gasosa. En les molècules {\displaystyle {\ce {MX3}}}, l'àtom central {\displaystyle {\ce {M}}} ha afegit tres electrons al seu propi, formant només sis electrons a la capa externa, tot i que es necessiten vuit per aconseguir la configuració de gas inert desitjada. Per tant, aquests halurs accepten fàcilment dos electrons més de moltes molècules donants, com ara èters, alcohols, amines i fosfines, que porten parells d’electrons no compartits. Un cas típic, la reacció del tribromur de gal·li amb la trimetilamina, es representa en la següent equació:
{\displaystyle {\ce {GaBr3 + N(CH3)3 -> GaBr3N(CH3)3}}}

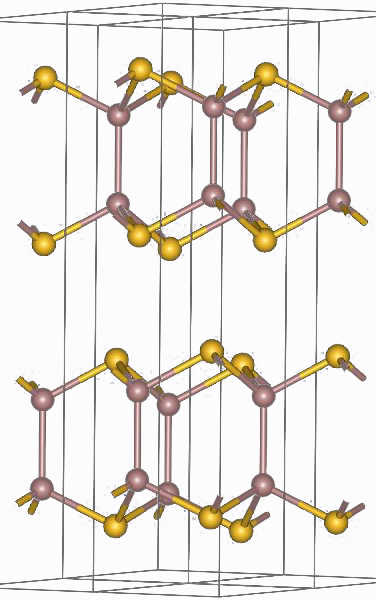
Estructura cristal·lina del sulfur de gal·li(II). En groc els S i en rosa els Ga.

L’àtom central de gal·li està coordinat o unit a tres àtoms de brom i a l'àtom de nitrogen de la trimetilamina. El donador d'electrons també pot ser un ió halogen, en aquest cas resulta l'anió complex tetraèdric:
{\displaystyle {\ce {GaBr3 + Br- -> GaBr4-}}}
Les energies d'ionització suggereixen que la formació de sals dels ions {\displaystyle {\ce {M^2+}}} podria ser factible. Malgrat es poden produir halogenurs de gal·li amb la fórmula {\displaystyle {\ce {GaX2}}} i es donen casos similars amb els altres metalls d’aquest grup, aquests compostos generalment es troben en un estat d’oxidació mixt; és a dir, contenen àtoms metàl·lics en estats d’oxidació +1 i +3. L'aproximació més propera als derivats de {\displaystyle {\ce {M^2+}}} es produeix en el sulfur de gal·li(II) {\displaystyle {\ce {GaS}}}, el selenur de gal·li(II) {\displaystyle {\ce {GaSe}}} i el tel·lurur de gal·li(II) {\displaystyle {\ce {GaTe}}}, que es produeixen escalfant gal·li amb quantitats estequiomètriques de sofre, seleni i tel·luri, respectivament. Els estudis sobre l'estructura d’aquests compostos mitjançant mètodes de raigs X mostren que contenen enllaços Ga–Ga i cadascun s'uneix a tres àtoms de sofre; l'acoblament dels àtoms de gal·li de tal manera emparella els electrons disponibles per als enllaços i, per tant, explica el diamagnetisme dels compostos (el diamagnetisme és una propietat associada a electrons aparellats).

## Aplicacions

### Bor

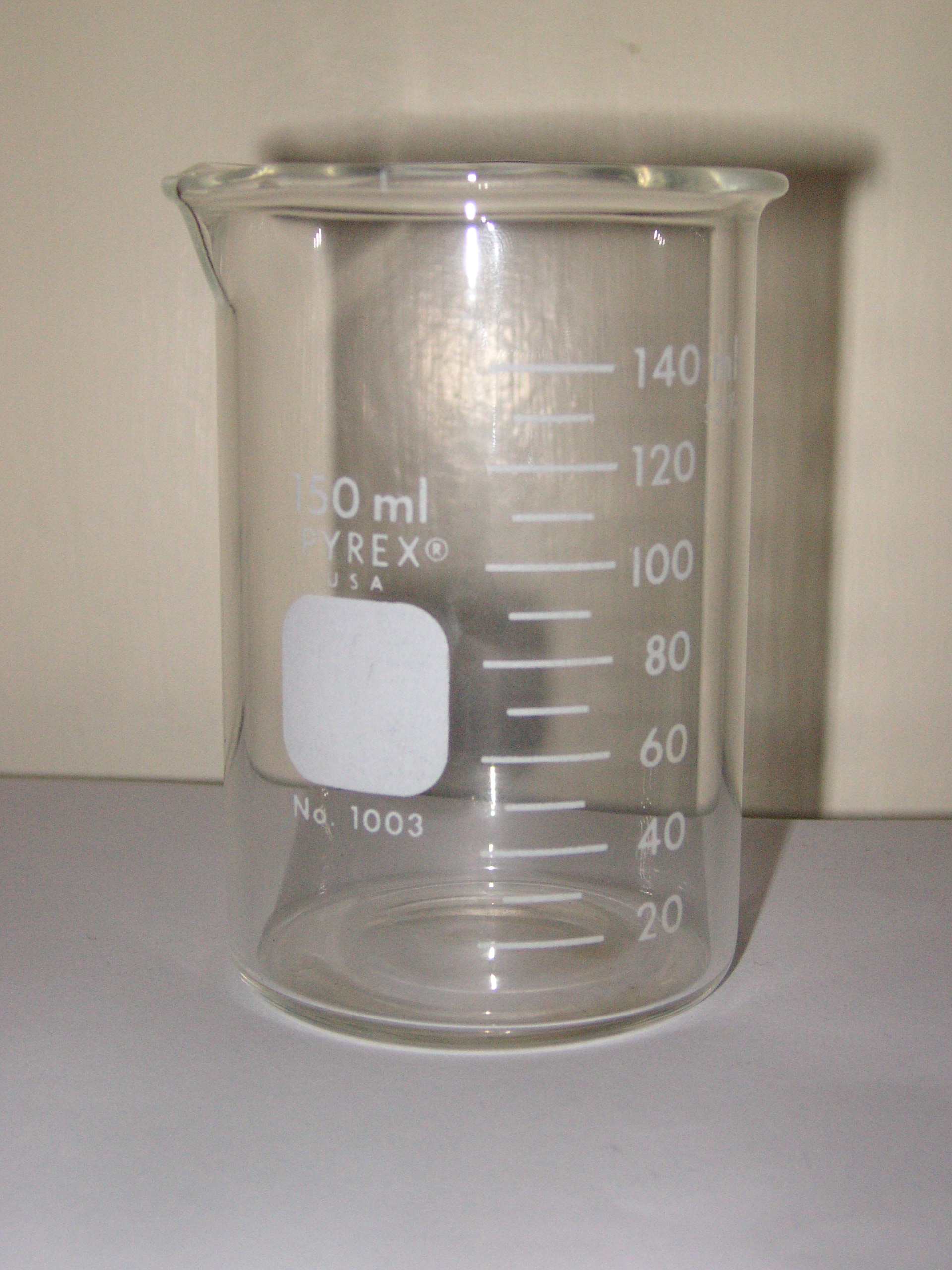
Vas de precipitats fabricat amb vidre de borosilicat

El principal ús del bor, concretament en forma de borosilicat d'alumini i sodi, és la fabricació de vidre de borosilicat, d'alta resistència, ja que hi aporta un baix coeficient d'expansió tèrmica i, per tant resistent a altes temperatures. S'empren massivament als laboratoris. Els borats s'utilitzen en la fabricació de ceràmiques, fibra de vidre i esmalts. El perborat de sodi {\displaystyle {\ce {NaBO3}}} s'utilitza com a font d'oxigen actiu, amb efectes blanquejants, en detergents i altres productes de neteja. També es troba en la pasta dentifrícia com a blanquejador de les dents. A més, s'usa en la producció de focs d'artifici de color verd. El bor és un important dopant dels semiconductors de silici i de germani. El carbur de bor {\displaystyle {\ce {B4C}}} s'utilitza en les barres reguladores de les centrals nuclears amb reactors d'aigua bullent. El bor es fa servir com a absorbent de neutrons en les piscines d'aigua borada que s'usen per a refredar els elements combustibles gastats. El carbur de bor, material amb una duresa de 9,3 sobre 10 a l'escala de Mohs, s'utilitza en la fabricació de blindatges de tancs i armilles antibales. L'energia que desprèn la ràpida combustió del bor amorf s'utilitza com a propulsor dels coixins de seguretat dels vehicles (airbags).

### Alumini

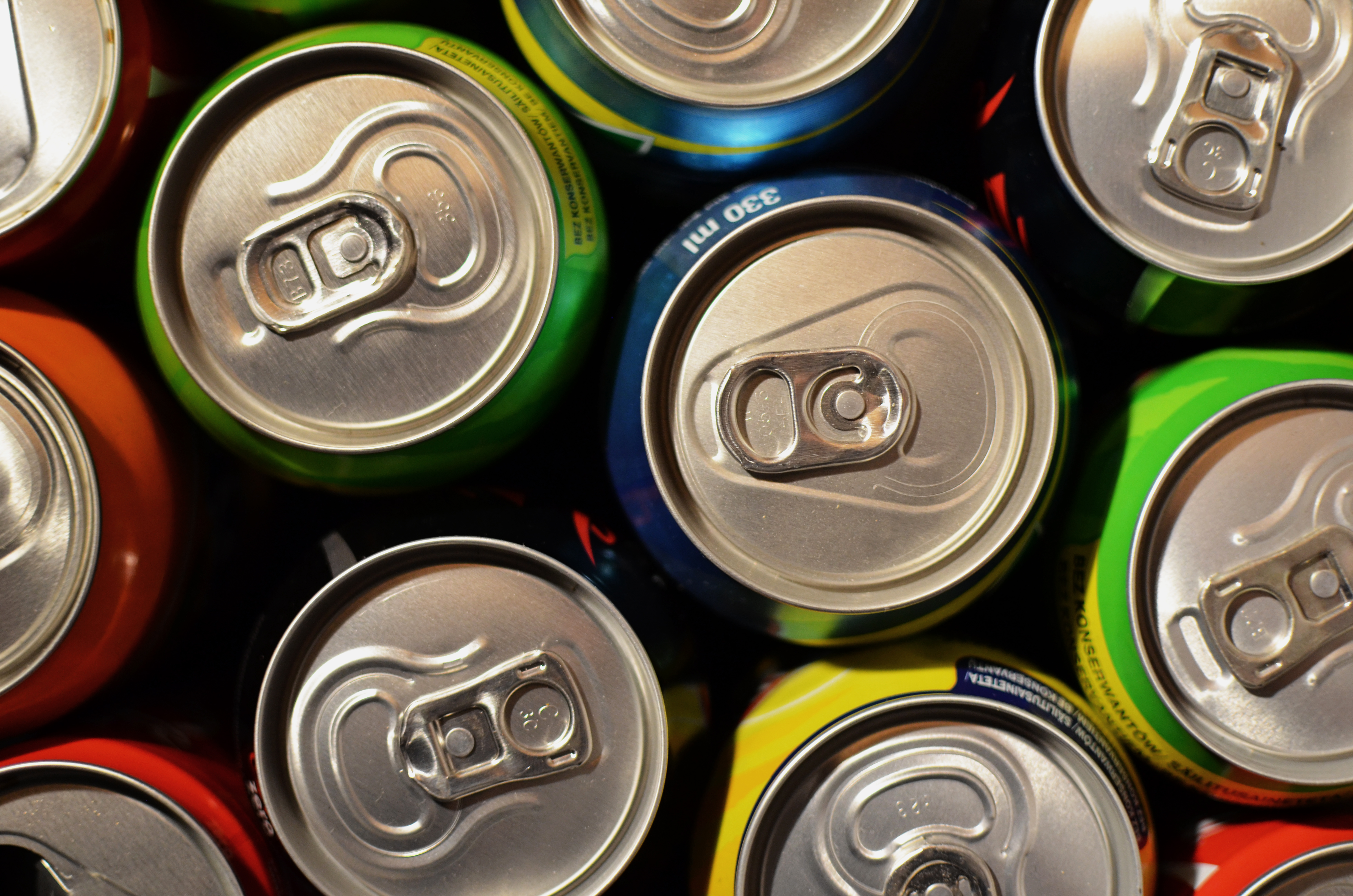
Llaunes d'alumini

La lleugeresa de l'alumini i la seva gran resistència mecànica fan que sigui un metall òptim per a la construcció d'edificis i la fabricació de vehicles (avions, automòbils, helicòpters, trens, bicicletes). L'alumini és utilitzat en aliatges com el simagal (silici, magnesi i alumini), al qual confereix una elevada resistència mecànica, o el duralumini (alumini, coure, manganès i ferro), del qual incrementa les propietats mecàniques. També és molt bon conductor elèctric (conductivitat elèctrica σ = 36,9 × 10⁶ S/m), només superat per l'or, el coure i l'argent, s'usa en la fabricació de cables elèctrics i components electrònics. La indústria elèctrica ha substituït el coure per l'alumini progressivament en alta, mitjana i baixa tensió, perquè és més econòmic per a transportar electricitat, encara que el cable hagi de tenir més secció. En la indústria alimentària, l'alumini és emprat en la fabricació de llaunes de begudes i tetrabricks perquè és un material higiènic i no afecta el gust dels productes. També en forma laminada constitueix el paper d'alumini. En cosmètica s'utilitzen compostos d'alumini com a desodorants, perquè frenen la suor i impedeixen que creixin bacteris que provoquen mala olor.

### Gal·li

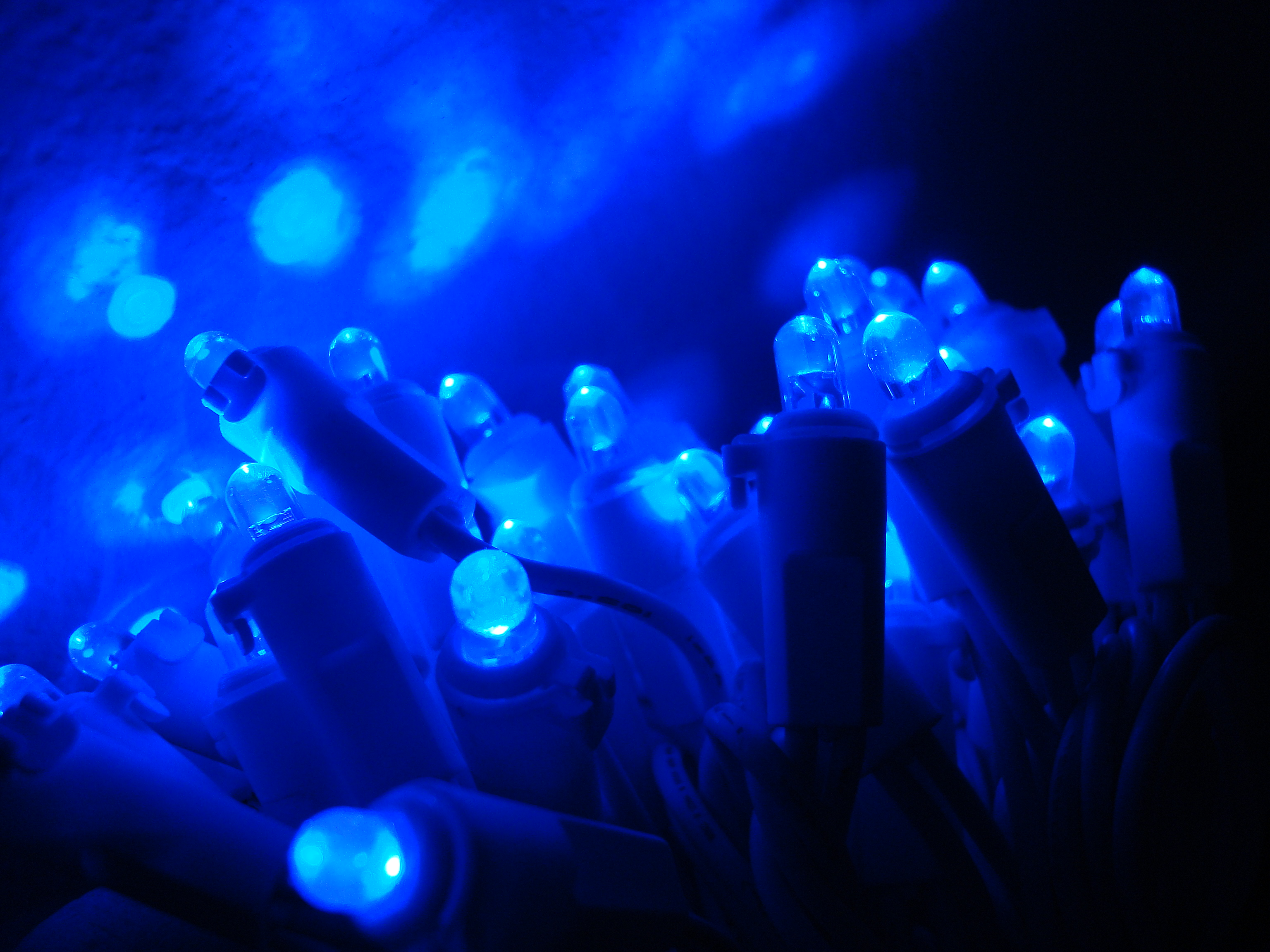
LED blaus

El selenur de gal·li, indi i coure (CIGS) és un semiconductor que s'utilitza en la fabricació de la capa fina conductora de les cèl·lules solars primes; és una alternativa eficaç al silici cristal·lí. L'aliatge de gal·li amb alumini proporciona una font d'hidrogen mitjançant una reacció amb l'aigua. Aquest mètode es pot utilitzar per a fer funcionar motors i piles de combustible amb hidrogen. L'arsenur de gal·li {\displaystyle {\ce {GaAs}}} i el nitrur de gal·li {\displaystyle {\ce {GaN}}} s'utilitzen com a semiconductors en la fabricació de díodes emissors de llum o LED de llum blava, en els flaixos de les càmeres fotogràfiques, els llums de les bicicletes i en la il·luminació interior de vehicles de transport públic (autobusos, trens i avions). L'arsenur de gal·li s'usa també en la fabricació de circuits integrats. L'aliatge de gal·li, indi i estany (galinstan) s'usa en substitució del mercuri en termòmetres clínics. El nitrat de gal·li {\displaystyle {\ce {Ga(NO3)3}}} és usat com a medicament intravenós per a tractar la hipercalcèmia, malaltia associada al càncer d'ossos. Els radioisòtop gal·li 68 es fa servir per a valorar processos inflamatoris en general, però sobretot en els pulmons i els ossos.

### Indi

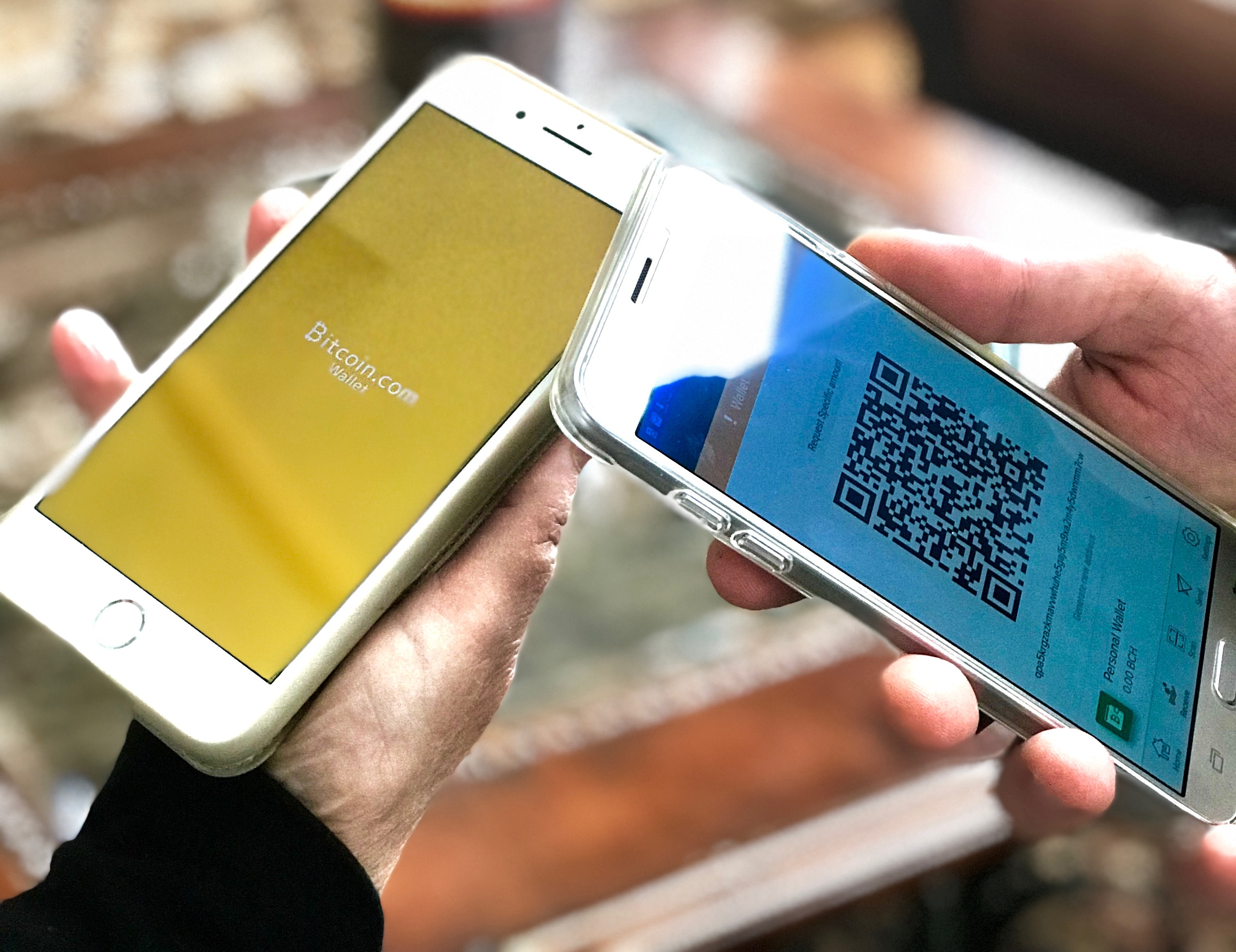
Telèfons mòbils amb pantalla tàctil

L'òxid d'indi i estany (ITO) s'utilitza com a recobriment dels elèctrodes no visibles en les pantalles de cristall líquid (LCD), de plasma i en les pantalles tàctils, ja que és un conductor elèctric òpticament transparent. El germani dopat amb indi es fa servir per a fabricar transistors i components elèctrics com rectificadors i fotoconductors. Els compostos d'indi són usats en la fabricació de LED i de díodes de làser (LD). L'indi s'utilitza en les barres de control de les centrals nuclears per a absorbir neutrons. El selenur de gal·li, indi i coure (CIGS) és un semiconductor utilitzat en la fabricació de la capa fina conductora de les cèl·lules solars primes i flexibles. L'indi s'utilitza en la fabricació de miralls de la mateixa qualitat que els fabricats amb argent, però amb una resistència més alta a la corrosió. L'aliatge format per indi (24 %) i gal·li (76 %) s'utilitza en algunes amalgames dentals. Els raigs gamma emesos per l'indi 111 s'utilitzen en la detecció i valoració de tumors neuroendocrins en combinació amb tomografia per emissió de positrons (PET), amb fluor 18.

### Tal·li
S'usa el tal·li com a dopant dels cristalls de iodur de sodi en detectors de radioactivitat (escintil·lòmetres). També en la fabricació de fotocèl·lules i detectors d’infrarojos. El tal·li s'usa en la fabricació de senyals lluminoses de socors a les quals dona un color verd intens a l'encendre’s. Al vidre, li incrementa la seva densitat i l'índex de refracció. S'havien utilitzat les sals de tal·li com un dels millors raticides coneguts. Actualment està prohibit el seu ús donat la potència verinosa de l'element. També s'utilitzava l’isòtop tal·li 201 (emissor de radiació gamma) per comprovar el bon funcionament del miocardi, durant els anys 1970-1980, amb gammagrafia (SPECT), però va quedar substituït pel tecneci 99m molt més eficient i no verinós. El tal·li és un verí molt potent i cancerigen, fins i tot a través de la pell. El millor antídot que té és el blau de Prússia (ferrocianur fèrric) que l’absorbeix.